# Grand Prix automobile de Belgique 1962
GP précédent GP suivant
Le Grand Prix de Belgique 1962 (XXIIe Grand Prix de Belgique / XXII Grote Prijs van Belgie), disputé sur le circuit de Spa-Francorchamps le 17 juin 1962, est la cent-cinquième épreuve du championnat du monde de Formule 1 courue depuis 1950 et la troisième manche du championnat 1962.

## Contexte avant la course

### Le championnat du monde
Depuis la saison précédente, la Formule 1 suit la réglementation 1 500 cm3 (dérivée de l'ancienne Formule 2 de la période 1957 à 1960), s'appuyant sur les points suivants :
- interdiction des moteurs suralimentés
- cylindrée minimale : 1 300 cm3
- cylindrée maximale : 1 500 cm3
- poids minimal : 450 kg (à sec)
- double circuit de freinage obligatoire
- arceau de sécurité obligatoire (le haut du cerceau devant dépasser le casque du pilote)
- démarreur de bord obligatoire
- carburant commercial
- ravitaillement en huile interdit durant la course

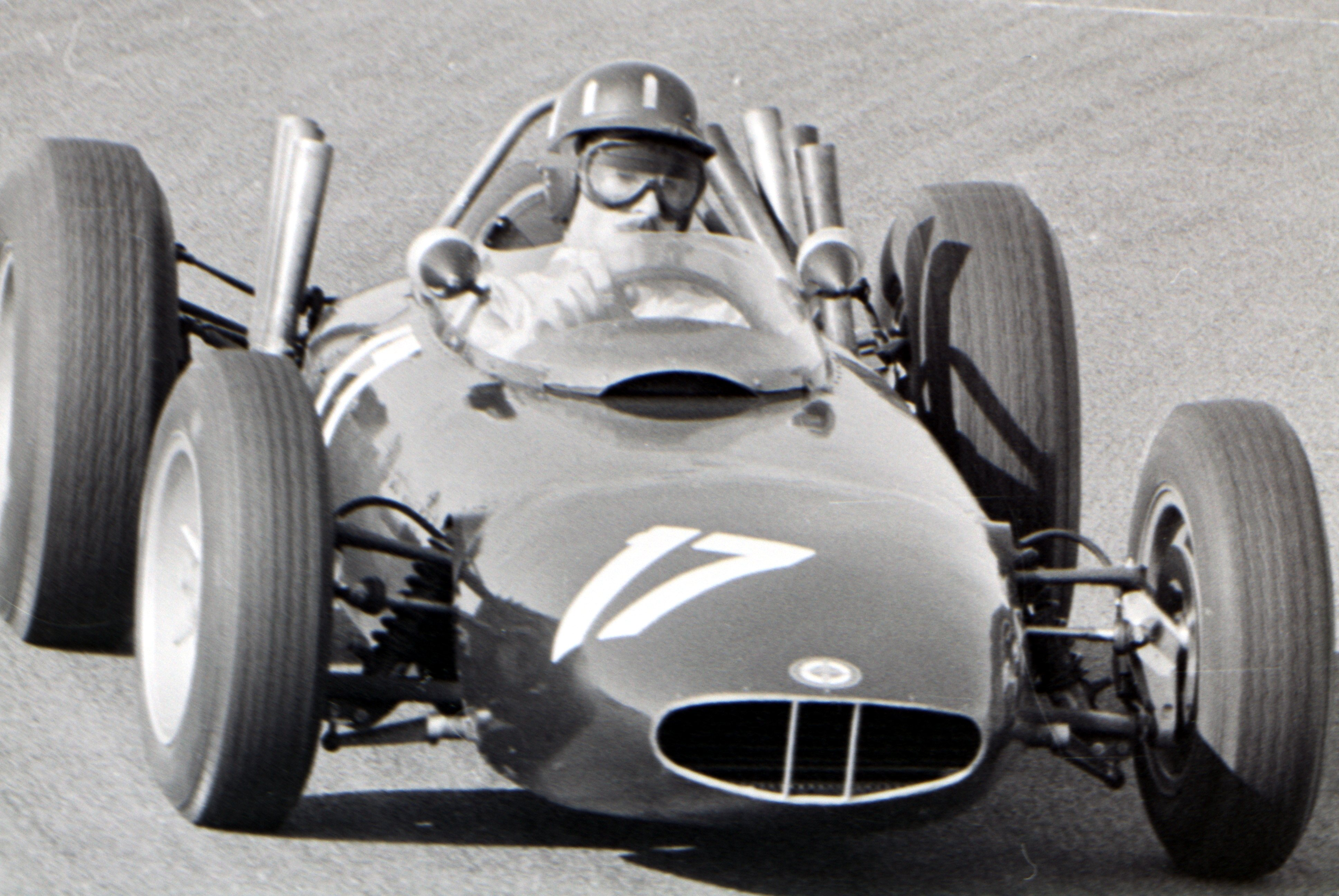
Auteur d'un brillant début de saison, Graham Hill (vu ici sur sa BRM lors de sa victoire à Zandvoort) occupe la tête du championnat du monde.

Si la première saison sous la réglementation 1 500 cm3 fut nettement dominée par la Scuderia Ferrari, dont les moteurs surclassaient la concurrence, l'année 1962 a débuté avec un rééquilibrage des forces, les concurrents britanniques disposant à leur tour de moteurs puissants et fiables. Les monoplaces italiennes ont d'ailleurs subi de nombreux revers au cours des premières épreuves, leurs châssis, n'ayant pratiquement pas évolué au cours de l'intersaison, souffrant d'un manque de rigidité face aux réalisations adverses. Hormis les victoires, hors championnat, de Willy Mairesse au Grand Prix de Bruxelles et au Grand Prix de Naples, les Ferrari ont régulièrement été battues par leurs rivales mais leur fiabilité remarquable permet toutefois au champion du monde Phil Hill de figurer en tête du classement provisoire du championnat du monde, à égalité de points avec Graham Hill, auteur d'un brillant début de saison sur sa BRM.

### Le circuit
Tracé naturel empruntant les routes reliant Francorchamps, Malmedy et Stavelot, le circuit de Spa-Francorchamps fut tout d'abord utilisé, dès 1924, pour les courses d'endurance, mais accueillit dès l'année suivante les monoplaces de Grand Prix. Développant plus de quatorze kilomètres, il se caractérise par des courbes rapides et un relief très marqué (cent-soixante mètres de dénivelé), comprenant notamment une pente de 17%. Située cent mètres avant la ligne d'arrivée, l'épingle de la Source est le seul virage lent de ce circuit, qui autorise des moyennes très élevées : lors des essais qualificatifs du Grand Prix de 1960, Jack Brabham avait réalisé un tour à plus de 220 km/h au volant de sa Cooper, record officieux de la piste.

## Monoplaces en lice
- Ferrari 156 "Usine"

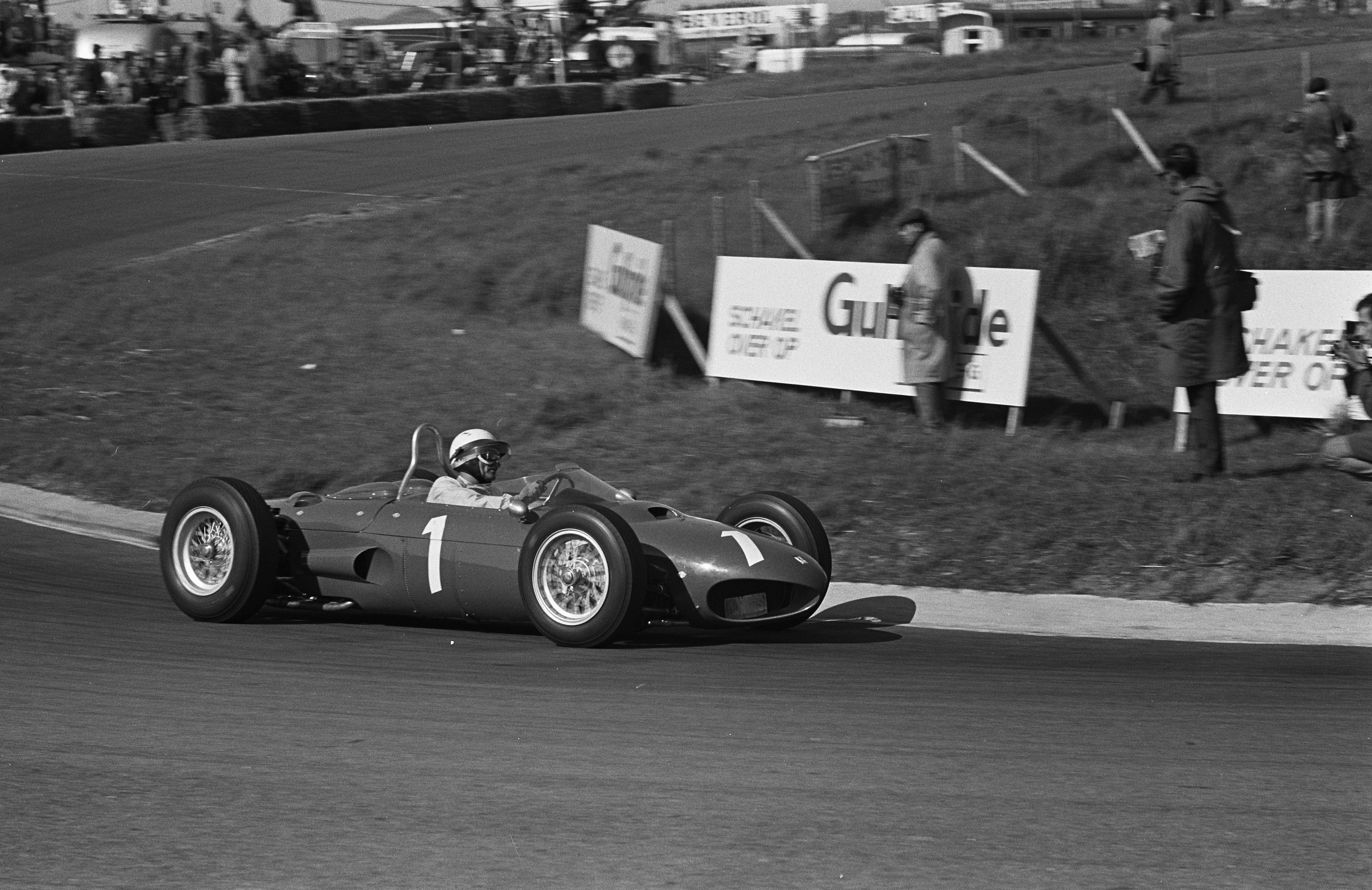
La Ferrari 156 de Phil Hill, lors du Grand Prix des Pays-Bas.

La Scuderia Ferrari est présente en force, avec quatre 156 F1 confiées à Phil Hill, Willy Mairesse, Giancarlo Baghetti et Ricardo Rodríguez. Dotées d'un moteur V6 développant 200 chevaux et d'une boîte de vitesses à six rapports, ce sont les plus puissantes du plateau, mais face aux monoplaces britanniques, de conception plus moderne, elles pèchent par le manque de rigidité de leur châssis. Accusant près de 500 kg sur la balance, elles s'avèrent en outre un peu plus lourdes que leurs concurrentes. Dominées lors des épreuves de début de saison, elles peuvent néanmoins se montrer compétitives sur le circuit ardennais, où leur pointe de vitesse devrait compenser en partie leur comportement délicat.
- BRM P57 "Usine"

Conçue sous la direction de Tony Rudd, la P57 a permis à la marque de Bourne de renouer avec le succès, Graham Hill ayant déjà remporté trois victoires à son volant en ce début de saison, le Glover Trophy à Goodwood et l'International Trophy à Silverstone, puis l'épreuve inaugurale du championnat du monde à Zandvoort. Ces succès sont venus à point nommé, car le patron de l'équipe a annoncé vouloir cesser toute activité sportive au terme de cette année en cas d'insuccès. La P57 est dotée d'un châssis multitubulaire très léger ; son moteur V8, alimenté par injection indirecte Lucas, développe 185 chevaux. Si la monoplace de Graham Hill est équipée de l'habituelle boîte de vitesses maison à cinq rapports, celle de son coéquipier Richie Ginther utilise ici une boîte Colotti à six vitesses. Sur les deux voitures, les sorties d'échappement verticales, utilisées jusqu'alors, sont maintenant remplacées par des sorties horizontales. Elles pèsent environ 475 kg. Une P48/57 de la saison passée, utilisant le même moteur, avait initialement été engagée par l'usine pour Tony Marsh, mais ce dernier a déclaré forfait.
- Lotus 24 & 25 "Usine"

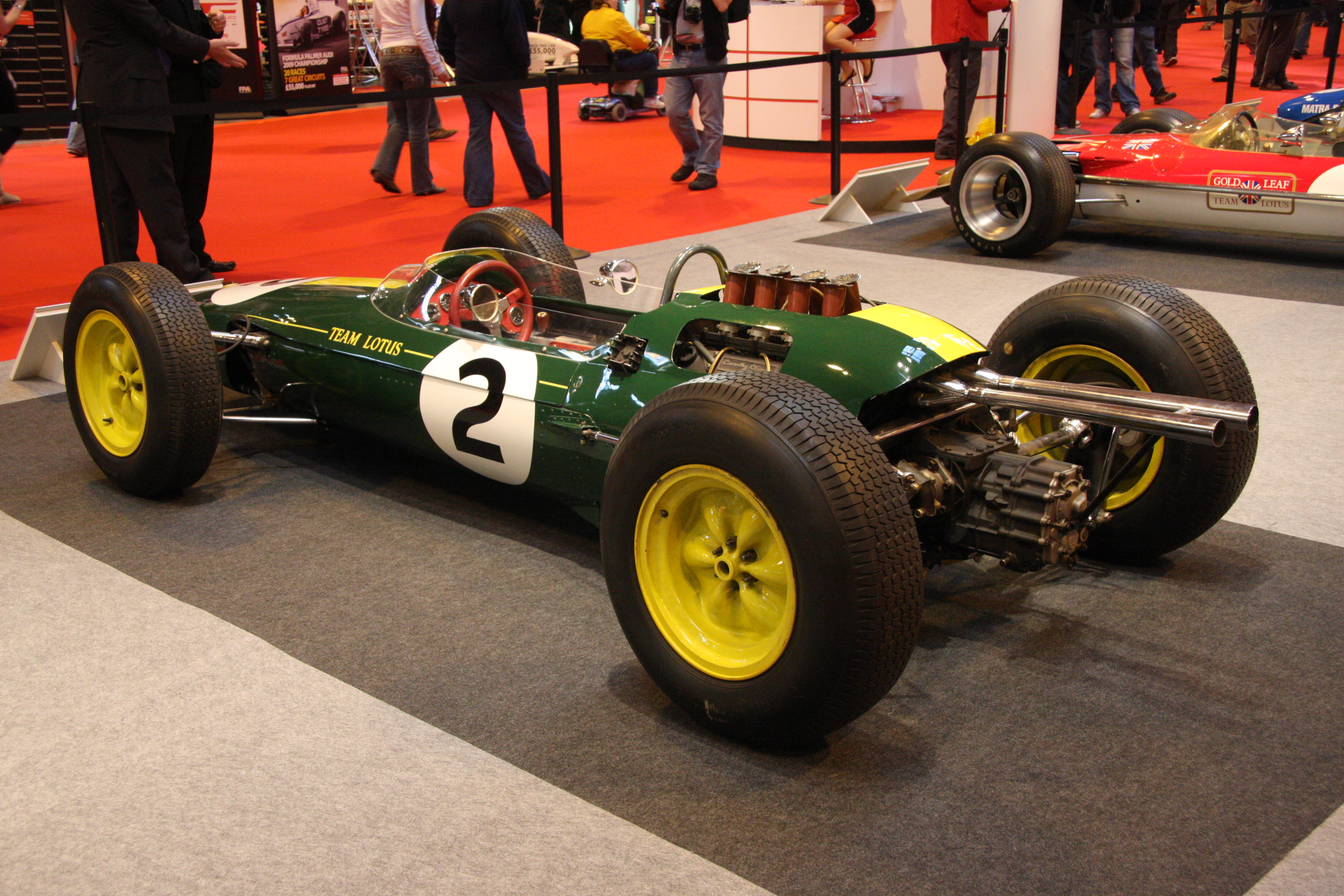
La Lotus 25, seule monoplace du plateau à châssis monocoque.

Le Team Lotus ne dispose toujours que d'un seul exemplaire de sa révolutionnaire 25, à châssis monocoque. Confiée à Jim Clark, cette monoplace s'est montrée extrêmement rapide lors de chacune de ses sorties mais des problèmes mécaniques l'ont chaque fois empêchée d'atteindre l'arrivée. Extrêmement basse, la 25 exige une position de conduite très allongée. Sa coque très rigide et son centre de gravité très bas lui valent une tenue de route remarquable. Elle dispose du moteur Coventry Climax FWMV (V8, 181 chevaux à 8200 tr/min), accouplé à une  boîte de vitesses ZF à cinq rapports. L'ensemble ne pèse que 455 kg. Second pilote de l'équipe, Trevor Taylor pilote un modèle 24 à châssis multitubulaire (quatre fois moins rigide que la monocoque !), également équipé du moteur FWMV et de la boîte ZF. L'équipe dispose d'une troisième voiture, une 24 à moteur V8 BRM, qui, engagée par Wolfgang Seidel, sera mise à disposition de Dan Gurney.
- Lotus 24 & 21 privées

UDT Laystall engage deux Lotus 24, une à moteur Climax V8 pour Innes Ireland, Masten Gregory pilotant la seconde, équipée du V8 BRM. Jack Brabham, qui en collaboration avec Ron Tauranac, va réaliser sa propre monoplace, dispose pour l'heure d'une 24 à moteur Climax, tout comme Maurice Trintignant au sein de l'écurie  de Rob Walker, en remplacement de Stirling Moss qui a été grièvement blessé lors du Glover Trophy deux mois auparavant. Rob Walker a loué son ancienne Lotus 18/21 à moteur quatre cylindres Climax FPF (152 chevaux) à l'Équipe nationale belge qui fait courir Lucien Bianchi, tandis que Jo Siffert dispose de l'ancienne Lotus 21 (également à moteur quatre cylindres Climax FPF) de la Scuderia Filipinetti.
- Porsche 718 privée

Des conflits internes au sein de l'usine de Stuttgart ont mis en sommeil l'activité sportive du constructeur allemand, et la seule Porsche présente est celle de Carel Godin de Beaufort, une ancienne 718 (moteur quatre cylindres à plat, refroidi par air, 165 chevaux) que le pilote néerlandais utilise depuis la saison précédente.
- Cooper T60 "Usine"

Le constructeur de Surbiton engage deux T60 pour Bruce McLaren (qui s'est totalement impliqué dans son développement) et Tony Maggs. Conçue par l'ingénieur Owen Maddock, la T60 dispose du moteur V8 Climax FWMV, accouplé à une boîte de vitesses à six rapports conçue et réalisée en interne. Elle pèse 467 kg en ordre de marche.
- Lola Mk4

L'équipe Bowmaker Racing de Reg Parnell aligne une seule Lola Mk4 à moteur Climax V8, confiée à John Surtees, qui vient de remporter les 100 Miles de Mallory Park à son volant. Roy Salvadori devait piloter la seconde voiture qui, faute de moteur disponible, n'a pas été amenée. Pesant 490 kg, la Mk4 utilise le moteur V8 Climax FWMV, accouplé à une boîte de vitesses Colotti à cinq rapports.
- Emeryson Mk3 "Usine"

John Campbell-Jones dispose de la dernière évolution de l'Emeryson Mk3, dotée d'un ancien moteur Climax FPF, un modèle totalement surclassé par les autres monoplaces en lice.

## Coureurs inscrits
| no | Pilote                  | Écurie                      | Constructeur   | Modèle                | Moteur                                                | Pneumatiques |
| -- | ----------------------- | --------------------------- | -------------- | --------------------- | ----------------------------------------------------- | ------------ |
| 1  | Graham Hill             | Owen Racing Organisation    | BRM            | BRM P57               | BRM P56 V8                                            | D            |
| 2  | Richie Ginther          | Owen Racing Organisation    | BRM            | BRM P57               | BRM P56 V8                                            | D            |
| 3  | Tony Marsh              | Owen Racing Organisation    | BRM            | BRM P48/57            | BRM P56 V8                                            | D            |
| 4  | John Campbell-Jones     | Emeryson Cars               | Emeryson Lotus | Emeryson Mk3 Lotus 18 | Coventry Climax FPF MkI L4 Coventry Climax FPF MkI L4 | D            |
| 5  | John Surtees            | Bowmaker Racing             | Lola           | Lola Mk4              | Coventry Climax FWMV V8                               | D            |
| 6  | Roy Salvadori           | Bowmaker Racing             | Lola           | Lola Mk4              | Coventry Climax FWMV V8                               | D            |
| 7  | Carel Godin de Beaufort | Ecurie Maarsbergen          | Porsche        | Porsche 718           | Porsche 547/3 F4                                      | D            |
| 9  | Phil Hill               | Ferrari SEFAC               | Ferrari        | Ferrari 156           | Ferrari 178 V6 (120°)                                 | D            |
| 10 | Willy Mairesse          | Ferrari SEFAC               | Ferrari        | Ferrari 156           | Ferrari 178 V6 (120°)                                 | D            |
| 11 | Giancarlo Baghetti      | Ferrari SEFAC               | Ferrari        | Ferrari 156           | Ferrari 178 V6 (120°)                                 | D            |
| 12 | Ricardo Rodríguez       | Ferrari SEFAC               | Ferrari        | Ferrari 156           | Ferrari 178 V6 (120°)                                 | D            |
| 15 | Jack Brabham            | Brabham Racing Organisation | Lotus          | Lotus 24              | Coventry Climax FWMV V8                               | D            |
| 16 | Jim Clark               | Team Lotus                  | Lotus          | Lotus 25 Lotus 24     | Coventry Climax FWMV V8 Coventry Climax FWMV V8       | D            |
| 17 | Trevor Taylor           | Team Lotus                  | Lotus          | Lotus 24              | Coventry Climax FWMV V8                               | D            |
| 18 | Maurice Trintignant     | Rob Walker Racing Team      | Lotus          | Lotus 24              | Coventry Climax FWMV V8                               | D            |
| 19 | Lucien Bianchi          | Équipe nationale belge      | Lotus          | Lotus 18/21           | Coventry Climax FPF MkII L4                           | D            |
| 20 | Innes Ireland           | UDT Laystall Racing Team    | Lotus          | Lotus 24              | Coventry Climax FWMV V8                               | D            |
| 21 | Masten Gregory          | UDT Laystall Racing Team    | Lotus          | Lotus 24              | BRM P56 V8                                            | D            |
| 22 | Jo Siffert              | Écurie Filipinetti          | Lotus          | Lotus 21              | Coventry Climax FPF MkII L4                           | D            |
| 23 | Dan Gurney              | Autosport Team Seidel       | Team Lotus     | Lotus 24              | BRM P56 V8                                            | D            |
| 25 | Bruce McLaren           | Cooper Car Company          | Cooper         | Cooper T60            | Coventry Climax FWMV V8                               | D            |
| 26 | Tony Maggs              | Cooper Car Company          | Cooper         | Cooper T60            | Coventry Climax FWMV V8                               | D            |

## Qualifications
Deux séances d'essais sont prévues, les vendredi et le samedi après-midi précédant la course.

### Première séance - vendredi 15 juin
La première session qualificative a lieu le vendredi en fin d'après-midi, sous un soleil éclatant. Après un début de séance perturbé par de multiples problèmes mécaniques affectant pratiquement toutes les équipes, Willy Mairesse est le premier à établir un temps de référence, à 208,5 km/h de moyenne, bien que sa Ferrari ne semble pas disposer de toute sa puissance. Malgré une mise au point imparfaite de sa BRM, Graham Hill parvient à devancer le pilote belge d'une demi-seconde, mais c'est le champion du monde en titre Phil Hill qui sera le premier à tourner sous la barre des quatre minutes au volant de sa Ferrari, sur laquelle ont été retirés les couvercles des carburateurs afin d'améliorer leur fonctionnement à haut régime. C'est cependant Trevor Taylor qui va créer la surprise : améliorant progressivement ses performances sur ce circuit qu'il découvre, le second pilote de l'équipe Lotus va accomplir en fin de séance un tour à plus de 212 km/h de moyenne ; ce sera le meilleur temps de la journée, le jeune britannique devançant Phil Hill d'une demi-seconde au terme de cette première session, tandis que son coéquipier Jim Clark, très vite stoppé par un problème d'arbre à cames, n'a pu effectuer que quelques tours et est relégué au onzième rang. Bien qu'encore insatisfait de sa voiture, Graham Hill a également amélioré ses temps en fin de séance, occupant le troisième rang juste devant Mairesse. Très tôt retardé par des problèmes de moteur, John Surtees n'a pu effectuer de tour rapide sur sa Lola, tandis que Jack Brabham et Dan Gurney n'ont pu prendre le volant de leurs Lotus, dont la préparation n'a pu être terminée à temps.

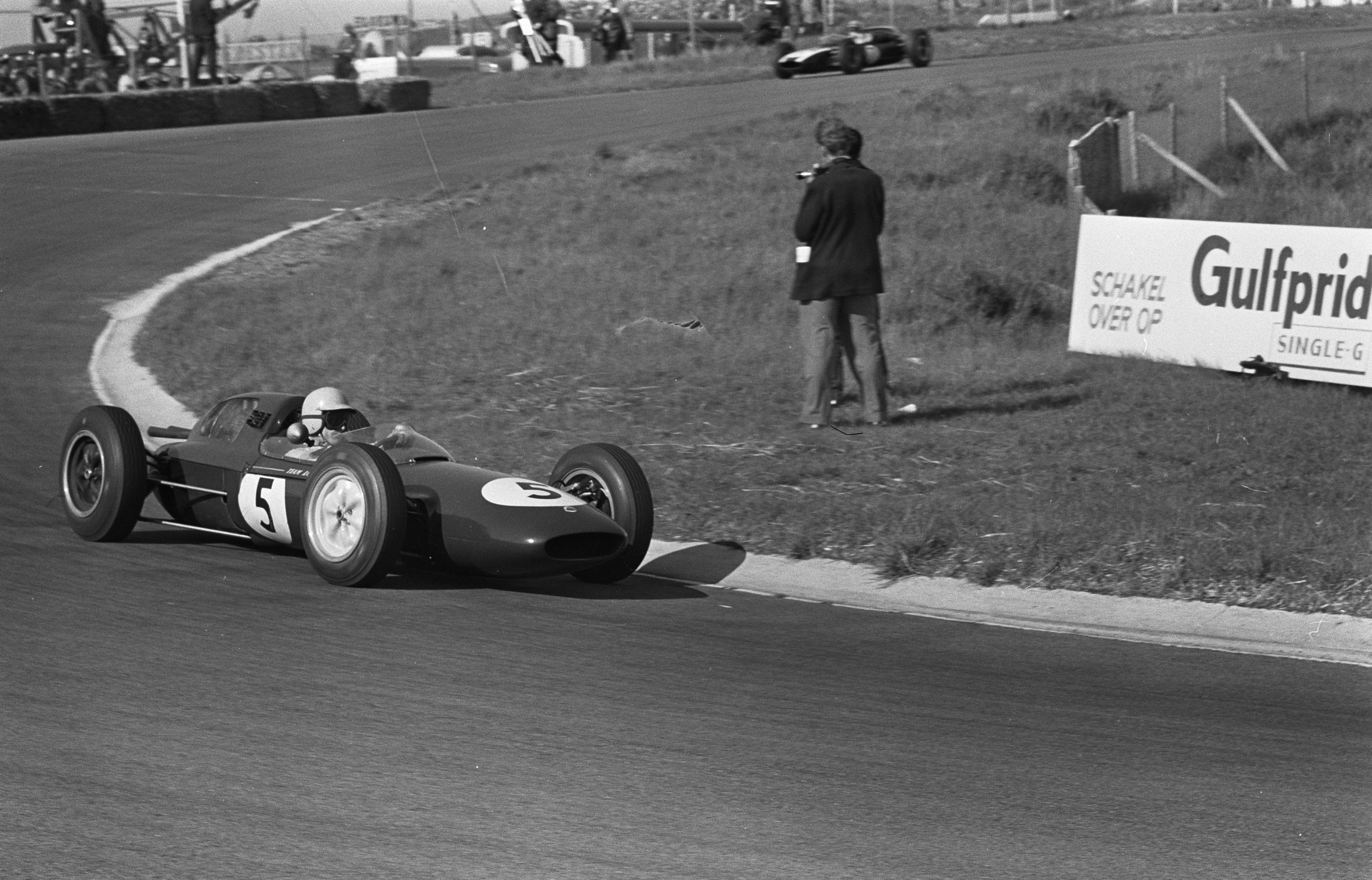
Trevor Taylor (vu ici à Zandvoort) s'est montré le plus rapide au volant de sa Lotus 24.

| Pos. | Pilote                  | Écurie        | Temps        | Écart    |
| ---- | ----------------------- | ------------- | ------------ | -------- |
| 1    | Trevor Taylor           | Lotus-Climax  | 3 min 59 s 3 |          |
| 2    | Phil Hill               | Ferrari       | 3 min 59 s 8 | + 0 s 5  |
| 3    | Graham Hill             | BRM           | 4 min 01 s 2 | + 1 s 9  |
| 4    | Willy Mairesse          | Ferrari       | 4 min 01 s 4 | + 2 s 1  |
| 5    | Richie Ginther          | BRM           | 4 min 04 s 3 | + 5 s 0  |
| 6    | Bruce McLaren           | Cooper-Climax | 4 min 04 s 7 | + 5 s 4  |
| 7    | Innes Ireland           | Lotus-Climax  | 4 min 05 s 1 | + 5 s 8  |
| 8    | Ricardo Rodríguez       | Ferrari       | 4 min 05 s 1 | + 5 s 8  |
| 9    | Masten Gregory          | Lotus-BRM     | 4 min 05 s 7 | + 6 s 4  |
| 10   | Giancarlo Baghetti      | Ferrari       | 4 min 08 s 0 | + 8 s 7  |
| 11   | Jim Clark               | Lotus-Climax  | 4 min 09 s 2 | + 9 s 9  |
| 12   | Jo Siffert              | Lotus-Climax  | 4 min 11 s 6 | + 12 s 3 |
| 13   | Carel Godin de Beaufort | Porsche       | 4 min 12 s 6 | + 13 s 3 |
| 14   | Tony Maggs              | Cooper-Climax | 4 min 22 s 6 | + 23 s 3 |
| 15   | Lucien Bianchi          | Lotus-Climax  | 4 min 25 s 4 | + 26 s 1 |
| 16   | John Surtees            | Lola-Climax   | 4 min 29 s 9 | + 29 s 7 |
| 17   | Maurice Trintignant     | Lotus-Climax  | 4 min 35 s 5 | + 36 s 2 |

### Deuxième séance - samedi 16 juin
Les conditions de piste sont à nouveau parfaites lorsque débute la seconde séance qualificative, le samedi après-midi. Les Ferrari sont parmi les premières à s'élancer, ainsi que la Lola de Surtees (qui a reçu un nouveau moteur) et la Cooper de Bruce McLaren, qui avait peu tourné la veille à cause de problèmes de sélecteur de vitesses. Parti dans le sillage de son coéquipier Phil Hill, Giancarlo Baghetti a la surprise de voir son capot arrière, mal fixé, s'ouvrir au moment d'aborder le raidillon : sa Ferrari, brutalement déséquilibrée, part en tête-à-queue et termine sa course dans la barrière de sécurité. Le pilote est indemne mais sa voiture est trop endommagée pour lui permettre de continuer la séance. Chez BRM, on a modifié les sorties d'échappement et les voitures se comportent beaucoup mieux que le vendredi. Graham Hill en profite pour dominer ses adversaires ; il réalise tout d'abord un tour à 213,2 km/h de moyenne, loin devant les autres concurrents, performance qu'il améliore bientôt d'une seconde pleine, à plus de 214 km/h. Phil Hill et Mairesse tentent de contrer leur adversaire britannique, mais malgré leurs efforts vont échouer à près de trois secondes, tout comme Innes Ireland qui, sur sa Lotus privée, se montre au niveau des Ferrari. Seul McLaren va parvenir à menacer le pilote BRM, réalisant en fin de séance le deuxième meilleur temps de la journée, à près d'une seconde cependant du leader du championnat. Taylor n'est pas parvenu à rééditer sa performance de la veille, qui lui permettra toutefois de prendre le départ à l'extérieur de la première ligne, au côté de Graham Hill et McLaren. En fin de séance, il a prêté sa monoplace à son coéquipier Clark (qui faute de moteur n'a pu disposer de sa propre voiture), qui a effectué quelques tours sans trop forcer afin d'en ménager la mécanique ; en conséquence, le pilote écossais ne partira qu'en cinquième ligne, une place inhabituelle pour lui. Mécontent de la tenue de route de sa Lotus sur ce circuit, en particulier dans la descente de Masta, très bosselée, Brabham est encore plus loin. Quant à Gurney, il n'a pu effectuer qu'un seul tour avant de se rendre compte que la Lotus dont il disposait manquait totalement de mise au point, préférant renoncer à la course. Qualifié en dernière ligne au volant de son Emeryson, John Campbell-Jones a cassé sa boîte de vitesses en fin de journée. Il pourra néanmoins participer au Grand Prix, grâce à son ami Gunther Seiffert qui accepte de lui prêter la Lotus 18 qu'il utilise dans les courses hors-championnat.

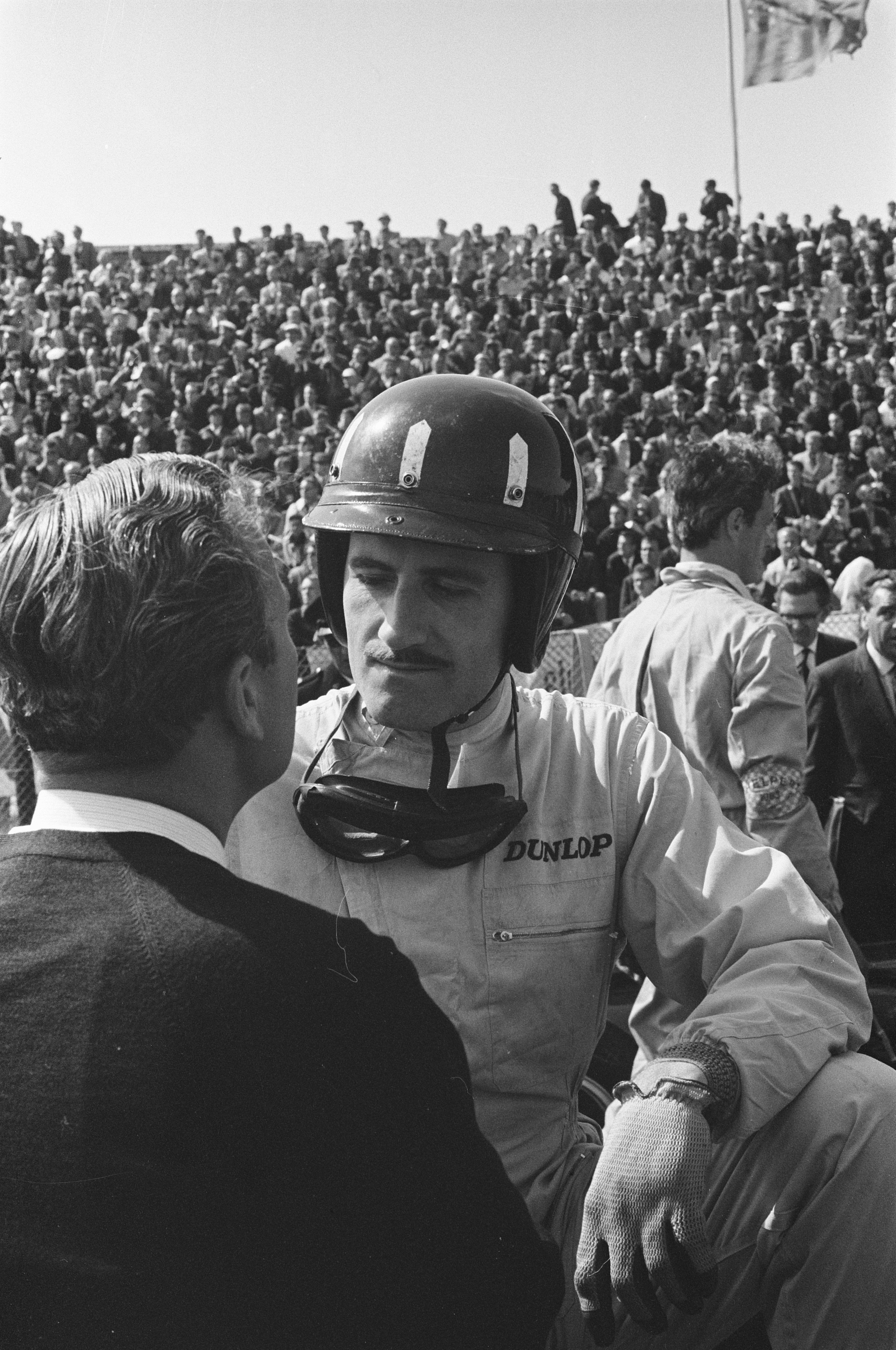
De loin le plus rapide le samedi, Graham Hill partira en pole position.

| Pos. | Pilote                  | Écurie          | Temps        | Écart          |
| ---- | ----------------------- | --------------- | ------------ | -------------- |
| 1    | Graham Hill             | BRM             | 3 min 57 s 0 |                |
| 2    | Bruce McLaren           | Cooper-Climax   | 3 min 58 s 8 | + 1 s 8        |
| 3    | Phil Hill               | Ferrari         | 3 min 59 s 6 | + 2 s 6        |
| 4    | Innes Ireland           | Lotus-Climax    | 3 min 59 s 8 | + 2 s 8        |
| 5    | Willy Mairesse          | Ferrari         | 3 min 59 s 8 | + 2 s 8        |
| 6    | Trevor Taylor           | Lotus-Climax    | 4 min 00 s 5 | + 3 s 5        |
| 7    | Ricardo Rodríguez       | Ferrari         | 4 min 01 s 0 | + 4 s 0        |
| 8    | Masten Gregory          | Lotus-BRM       | 4 min 01 s 0 | + 4 s 0        |
| 9    | Richie Ginther          | BRM             | 4 min 01 s 4 | + 4 s 4        |
| 10   | Tony Maggs              | Cooper-Climax   | 4 min 03 s 6 | + 6 s 6        |
| 11   | John Surtees            | Lola-Climax     | 4 min 04 s 4 | + 7 s 4        |
| 12   | Jim Clark               | Lotus-Climax    | 4 min 04 s 9 | + 7 s 9        |
| 13   | Carel Godin de Beaufort | Porsche         | 4 min 07 s 7 | + 10 s 7       |
| 14   | Jack Brabham            | Lotus-Climax    | 4 min 08 s 2 | + 11 s 2       |
| 15   | Maurice Trintignant     | Lotus-Climax    | 4 min 09 s 2 | + 12 s 2       |
| 16   | Jo Siffert              | Lotus-Climax    | 4 min 17 s 1 | + 20 s 1       |
| 17   | Lucien Bianchi          | Lotus-Climax    | 4 min 18 s 0 | + 21 s 0       |
| 18   | John Campbell-Jones     | Emeryson-Climax | 4 min 26 s 9 | + 29 s 9       |
| 19   | Dan Gurney              | Lotus-BRM       | 6 min 42 s 2 | + 2 min 45 s 2 |

## Grille de départ du Grand Prix
| 1re ligne | Pos. 1                         |                               | Pos. 2                            |                            | Pos. 3                        |
|           | G. Hill BRM 3 min 57 s 0       |                               | McLaren Cooper 3 min 58 s 8       |                            | Taylor Lotus 3 min 59 s 3     |
| 2e ligne  |                                | Pos. 4                        |                                   | Pos. 5                     |                               |
|           |                                | P. Hill Ferrari 3 min 59 s 6  |                                   | Ireland Lotus 3 min 59 s 8 |                               |
| 3e ligne  | Pos. 6                         |                               | Pos. 7                            |                            | Pos. 8                        |
|           | Mairesse Ferrari 3 min 59 s 8  |                               | Rodríguez Ferrari 4 min 01 s 0    |                            | Gregory Lotus 4 min 01 s 0    |
| 4e ligne  |                                | Pos. 9                        |                                   | Pos. 10                    |                               |
|           |                                | Ginther BRM 4 min 01 s 4      |                                   | Maggs Cooper 4 min 03 s 6  |                               |
| 5e ligne  | Pos. 11                        |                               | Pos. 12                           |                            | Pos. 13                       |
|           | Surtees Lola 4 min 04 s 4      |                               | Clark Lotus 4 min 04 s 9          |                            | Beaufort Porsche 4 min 07 s 7 |
| 6e ligne  |                                | Pos. 14                       |                                   | Pos. 15                    |                               |
|           |                                | Baghetti Ferrari 4 min 08 s 0 |                                   | Brabham Lotus 4 min 08 s 2 |                               |
| 7e ligne  | Pos. 16                        |                               | Pos. 17                           |                            | Pos. 18                       |
|           | Trintignant Lotus 4 min 09 s 2 |                               | Siffert Lotus 4 min 11 s 6        |                            | Bianchi Lotus 4 min 18 s 0    |
| 8e ligne  |                                |                               | Pos. 19                           |                            |                               |
|           |                                |                               | Campbell-Jones Lotus 4 min 26 s 9 |                            |                               |

- John Campbell-Jones a réalisé son temps de qualification au volant d'une Emeryson, avant d'en casser la boîte de vitesses. Il prendra le départ sur une Lotus 18 prêtée par Gunther Seiffert.
- Jim Clark a réalisé son temps de qualification au volant de la Lotus 24 de son coéquipier Trevor Taylor, mais pourra cependant prendre le départ sur sa Lotus 25 dont le moteur a été remplacé dans la nuit du samedi au dimanche[6].

## Déroulement de la course

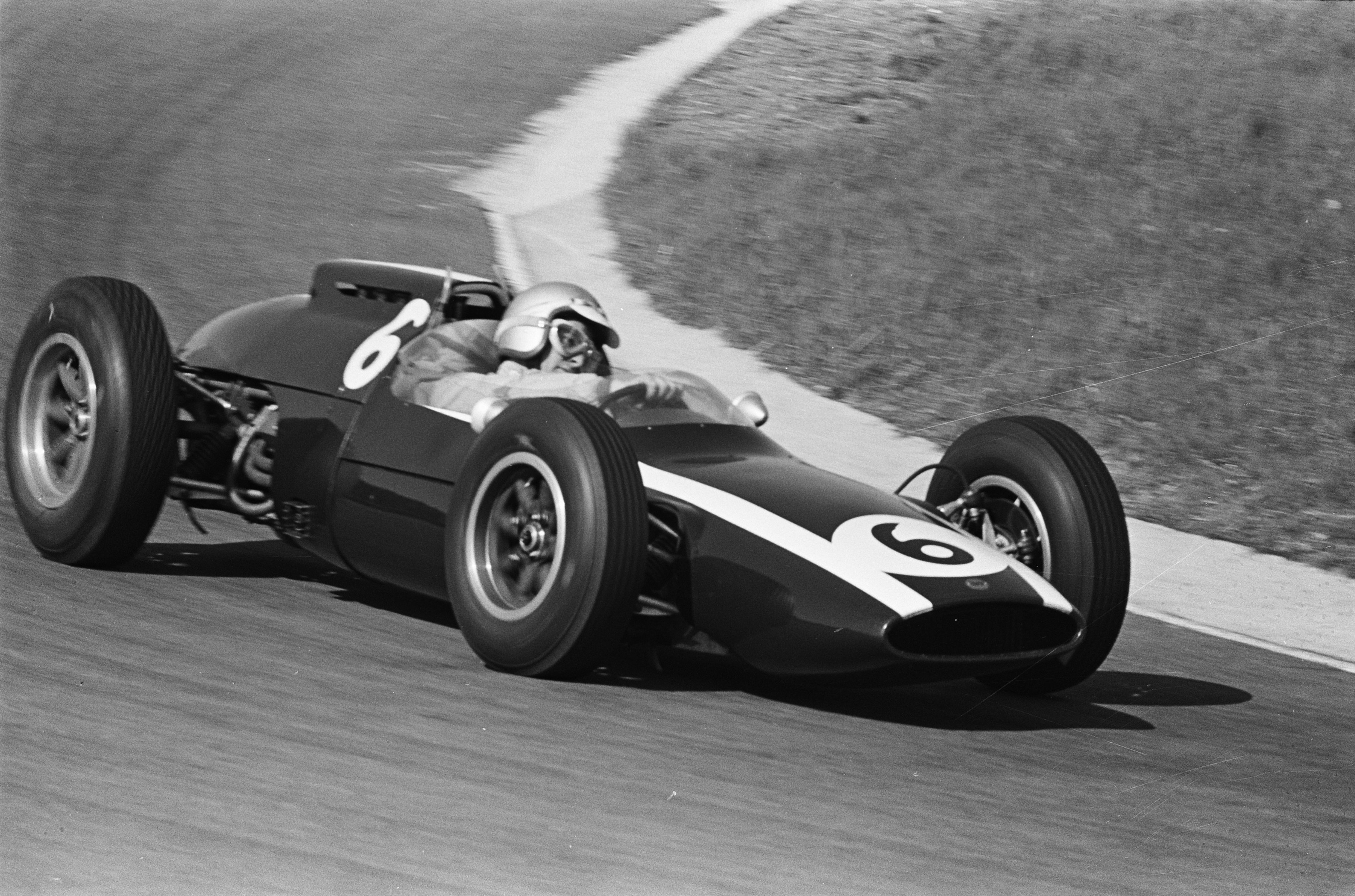
Bruce McLaren et sa Cooper T60 (vu ici à Zandvoort), éphémère leader du Grand Prix.

Il fait beau et chaud le jour de la course, à laquelle vont assister environ quatre-vingt-dix mille spectateurs. Le départ est donné à quinze heures trente et Graham Hill exploite parfaitement sa pole position pour placer sa BRM en tête au virage de l'Eau Rouge, devant la Cooper de Bruce McLaren et la Lotus de Trevor Taylor. Dans la montée du raidillon, McLaren est dans les roues de Hill ; le pilote néo-zélandais va prendre la tête peu avant Malmedy, mais à Stavelot le britannique a repris l'avantage. Mal placé sur la grille, Jim Clark est bien parti et va regagner plusieurs places au cours de ce premier tour, recollant au peloton de tête auquel est également venue s'ajouter la Ferrari de Willy Mairesse. À l'épingle de la Source, les cinq voitures virent roues dans roues ; elles vont repasser groupées devant les stands, Hill menant de peu devant Taylor, McLaren, Clark et Mairesse. Quelques secondes plus loin viennent la Lotus d'Innes Ireland et les Ferrari de Phil Hill et Ricardo Rodríguez, détachées du reste du peloton emmené par la Cooper de Tony Maggs. Au cours du second tour, Taylor va profiter de problèmes de carburation affectant le moteur de la BRM pour prendre la tête. Hill parvient à se maintenir à la seconde place, malgré la perte de puissance de sa voiture, qui émet un bruit curieux. Il est sur le point de s'arrêter à son stand lorsque son moteur reprend ; il continue ainsi, mais se fait déborder par McLaren, Mairesse, puis par Clark, restant toutefois au contact des voitures de tête. Taylor parvient à contenir McLaren mais au quatrième tour Mairesse passe à l'attaque et double successivement ses deux adversaires. Il repasse en tête devant les tribunes, pour la plus grande joie du public, portant le record du tour à 213,8 km/h de moyenne. Taylor résiste et parvient à redépasser le pilote belge peu après, tandis que Graham Hill remonte à la troisième place, devant McLaren et Clark, ce dernier étant gêné par la visière de son casque, en partie détachée. Les cinq premiers sont alors groupés en moins de trois secondes, et ont nettement distancés leurs poursuivants : Phil Hill et Rodríguez, qui se disputent la sixième place, accusent déjà près de quinze secondes de retard.
Taylor et Mairesse vont se disputer âprement la première place au cours des tours suivants, échangeant à plusieurs reprises leurs positions. Cependant, Clark parvient à se débarrasser de sa visière et passe à l'attaque au cours du huitième tour : profitant de l'aspiration des voitures qui le précèdent, il déborde d'un coup Graham Hill, McLaren et Mairesse, prenant le sillage de Taylor. Celui-ci cède peu après le passage à son coéquipier, et les deux pilotes Lotus vont dès lors distancer leurs poursuivants. Ils améliorent régulièrement le record du tour, que Clark va définitivement établir à 215,8 km/h juste avant la mi-course. Le pilote écossais compte alors près de trois secondes d'avance sur son coéquipier, tandis que Mairesse est relégué à neuf secondes. Roulant de concert, McLaren et Graham Hill (qui est toujours handicapé par le mauvais fonctionnement de son moteur) sont plus loin encore, alors que les Ferrari de Phil Hill et Rodríguez accusent désormais près d'une minute de retard. Désormais seul en tête, Clark augmente régulièrement son avance. À la fin du dix-septième tour, Taylor manque son freinage à l'épingle ; il parvient à éviter la sortie de piste, mais perd du temps, permettant à Mairesse de revenir bientôt dans son sillage. Les deux hommes vont dès lors reprendre leur duel, cette fois pour la seconde place, à plus de dix secondes de la voiture de tête. Au cours du vingt-et-unième tour, alors que McLaren vient d'abandonner, moteur hors d'usage, le pilote belge parvient à prendre l'avantage sur son adversaire, en difficulté avec sa boîte de vitesses. Le Britannique reprend cependant la seconde place deux boucles plus tard, les deux voitures restant littéralement soudées l'une à l'autre. L'affrontement tient le public en haleine. Malgré ses attaques incessantes, Mairesse ne parviendra cependant plus à trouver l'ouverture. À la fin du vingt-sixième tour, alors que les deux hommes abordent, toujours roues dans roues, la courbe rapide de Blanchimont, Mairesse percute légèrement l'arrière de la Lotus, le nez de la Ferrari heurtant la boîte de vitesses qui se retrouve au point mort… Surpris par le ralentissement soudain de son adversaire, Mairesse tente de l'éviter en plongeant à l'intérieur de la courbe mais la place manque et les deux monoplaces s'accrochent. Elles vont finir leur course dans le talus, la Lotus coupant au passage un poteau télégraphique tandis que la Ferrari atterrit, en feu, sur l'arceau de sécurité. Les deux pilotes ont été éjectés ; Taylor, choqué, est pratiquement indemne alors que Mairesse souffre de brûlures au visage et aux jambes et d'une blessure au talon.
À six tours de la fin, c'est Graham Hill qui hérite de la seconde place, à environ quarante secondes de Clark, qui a désormais course gagnée. L'intérêt de l'épreuve se reporte sur la lutte entre Phil Hill et Rodríguez, qui à une minute et demie de la Lotus de tête, continuent à échanger régulièrement leurs positions. La bataille entre les deux coéquipiers va durer jusqu'à l'arrivée, Phil Hill récupérant in extrémis la troisième place à la fin du dernier tour, dans l'épingle de La Source, à deux-cents mètres de l'arrivée, complétant le podium au côté de Clark, dont c'est la première victoire en championnat, et de Graham Hill qui s'est battu toute la course avec un moteur récalcitrant.

### Classements intermédiaires
Classements intermédiaires des monoplaces aux premier, deuxième, troisième, cinquième, septième, huitième, dixième, quinzième, vingtième, vingt-cinquième et vingt-huitième tours,.

### Classement de la course

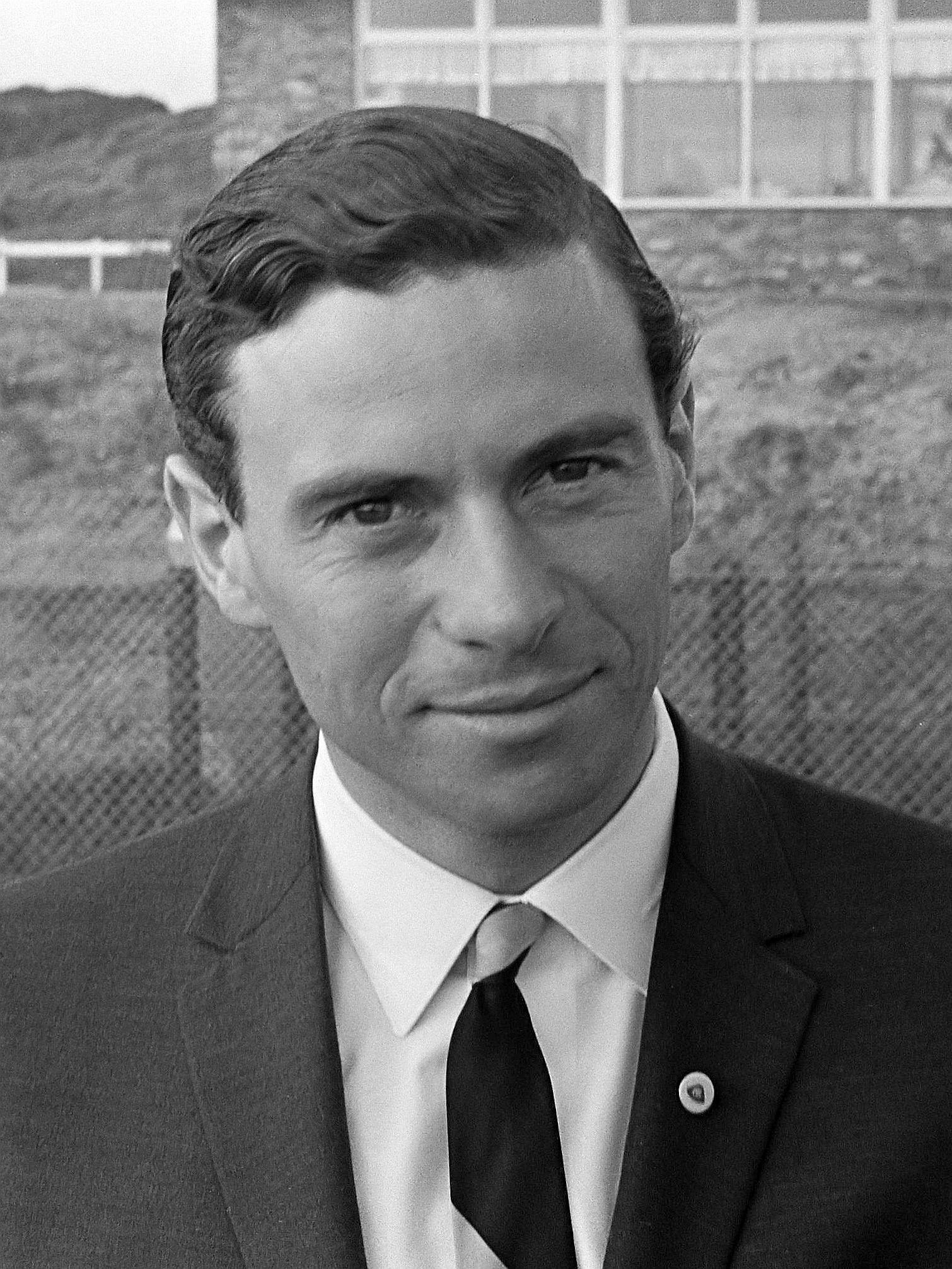
Première victoire en championnat du monde pour Jim Clark.

| Pos  | No | Pilote                  | Écurie        | Tours | Temps/Abandon                      | Grille | Points |
| ---- | -- | ----------------------- | ------------- | ----- | ---------------------------------- | ------ | ------ |
| 1    | 16 | Jim Clark               | Lotus-Climax  | 32    | 2 h 07 min 32 s 3                  | 13     | 9      |
| 2    | 1  | Graham Hill             | BRM           | 32    | 2 h 08 min 16 s 4 (+ 44 s 1)       | 1      | 6      |
| 3    | 9  | Phil Hill               | Ferrari       | 32    | 2 h 09 min 38 s 8 (+ 2 min 06 s 5) | 4      | 4      |
| 4    | 12 | Ricardo Rodríguez       | Ferrari       | 32    | 2 h 09 min 38 s 9 (+ 2 min 06 s 6) | 7      | 3      |
| 5    | 5  | John Surtees            | Lola-Climax   | 31    | 2 h 11 min 46 s 2 (+ 1 tour)       | 11     | 2      |
| 6    | 15 | Jack Brabham            | Lotus-Climax  | 30    | 2 h 07 min 48 s 6 (+ 2 tours)      | 15     | 1      |
| 7    | 7  | Carel Godin de Beaufort | Porsche       | 30    | 2 h 07 min 52 s 5 (+ 2 tours)      | 13     |        |
| 8    | 18 | Maurice Trintignant     | Lotus-Climax  | 30    | 2 h 08 min 16 s 8 (+ 2 tours)      | 16     |        |
| 9    | 19 | Lucien Bianchi          | Lotus-Climax  | 29    | 2 h 07 min 58 s 7 (+ 3 tours)      | 18     |        |
| 10   | 22 | Jo Siffert              | Lotus-Climax  | 29    | 2 h 11 min 29 s 9 (+ 3 tours)      | 17     |        |
| 11   | 4  | John Campbell-Jones     | Lotus-Climax  | 16    | 1 h 12 min 30 s 9 (+ 16 tours)     | 19     |        |
| Abd. | 17 | Trevor Taylor           | Lotus-Climax  | 25    | Accident                           | 3      |        |
| Abd. | 10 | Willy Mairesse          | Ferrari       | 25    | Accident                           | 6      |        |
| Abd. | 2  | Richie Ginther          | BRM           | 22    | Boîte de vitesses                  | 9      |        |
| Abd. | 26 | Tony Maggs              | Cooper-Climax | 22    | Boîte de vitesses                  | 10     |        |
| Abd. | 25 | Bruce McLaren           | Cooper-Climax | 19    | Roulement de roue                  | 2      |        |
| Abd. | 21 | Masten Gregory          | Lotus-BRM     | 13    | Retrait volontaire                 | 8      |        |
| Abd. | 20 | Innes Ireland           | Lotus-Climax  | 8     | Suspension                         | 5      |        |
| Abd. | 11 | Giancarlo Baghetti      | Ferrari       | 3     | Allumage                           | 14     |        |
| Np.  | 23 | Dan Gurney              | Lotus-BRM     |       | mise au point insuffisante         | 20     |        |

- Légende : Abd.=Abandon - Np.=Non partant

### Pole position et record du tour
- Pole position :  Graham Hill en 3 min 57 s 0 (vitesse moyenne : 214,177 km/h). Temps réalisé lors de la séance d'essais du samedi 16 juin[13].
- Meilleur tour en course :  Jim Clark en 3 min 55 s 6 au 15e tour (vitesse moyenne : 215,450 km/h).

#### Évolution du record du tour en course
Le meilleur tour fut amélioré six fois au cours de l'épreuve.

### Tours en tête
- Graham Hill : 1 tour (1)
- Trevor Taylor : 4 tours (2-3 / 5 / 8)
- Willy Mairesse : 3 tours (4 / 6-7).
- Jim Clark : 24 tours (9-32).

## Classement général à l'issue de la course
- Attribution des points : 9, 6, 4, 3, 2, 1 respectivement aux six premiers de chaque épreuve.
- Pour la coupe des constructeurs, même barème et seule la voiture la mieux classée de chaque équipe inscrit des points.
- Seuls les cinq meilleurs résultats sont comptabilisés.
- Le règlement permet aux pilotes de se relayer sur une même voiture, les points éventuellement acquis étant alors perdus pour pilotes et constructeur[13].

| Pos. | Pilote                  | Écurie  | Points | NL | MON | BEL | FRA | GBR | ALL | ITA | USA | AFS |
| ---- | ----------------------- | ------- | ------ | -- | --- | --- | --- | --- | --- | --- | --- | --- |
| 1    | Graham Hill             | BRM     | 16     | 9  | 1   | 6   |     |     |     |     |     |     |
| 2    | Phil Hill               | Ferrari | 14     | 4  | 6   | 4   |     |     |     |     |     |     |
| 3    | Bruce McLaren           | Cooper  | 9      | -  | 9   | -   |     |     |     |     |     |     |
|      | Jim Clark               | Lotus   | 9      | -  | -   | 9   |     |     |     |     |     |     |
| 5    | Trevor Taylor           | Lotus   | 6      | 6  | -   | -   |     |     |     |     |     |     |
| 6    | John Surtees            | Lola    | 5      | -  | 3   | 2   |     |     |     |     |     |     |
| 7    | Lorenzo Bandini         | Ferrari | 4      | -  | 4   | -   |     |     |     |     |     |     |
| 8    | Giancarlo Baghetti      | Ferrari | 3      | 3  | -   | -   |     |     |     |     |     |     |
|      | Ricardo Rodríguez       | Ferrari | 3      | -  | -   | 3   |     |     |     |     |     |     |
| 10   | Tony Maggs              | Cooper  | 2      | 2  | -   | -   |     |     |     |     |     |     |
|      | Joakim Bonnier          | Porsche | 2      | -  | 2   | -   |     |     |     |     |     |     |
| 12   | Carel Godin de Beaufort | Porsche | 1      | 1  | -   | -   |     |     |     |     |     |     |
|      | Jack Brabham            | Lotus   | 1      | -  | -   | 1   |     |     |     |     |     |     |

| Pos. | Écurie        | Points | NL | MON | BEL | FRA | GBR | ALL | ITA | USA | AFS |
| ---- | ------------- | ------ | -- | --- | --- | --- | --- | --- | --- | --- | --- |
| 1    | BRM           | 16     | 9  | 1   | 6   |     |     |     |     |     |     |
| 2    | Lotus-Climax  | 15     | 6  | -   | 9   |     |     |     |     |     |     |
| 3    | Ferrari       | 14     | 4  | 6   | 4   |     |     |     |     |     |     |
| 4    | Cooper-Climax | 11     | 2  | 9   | -   |     |     |     |     |     |     |
| 5    | Lola-Climax   | 5      | -  | 3   | 2   |     |     |     |     |     |     |
| 6    | Porsche       | 3      | 1  | 2   | -   |     |     |     |     |     |     |

## À noter
- 1re victoire en championnat du monde pour Jim Clark, sa septième en F1, le pilote écossais ayant auparavant remporté six courses hors championnat (quatre en 1961 et deux en 1962[2]).
- 6e victoire en championnat du monde pour Lotus en tant que constructeur.
- 20e victoire en championnat du monde pour Climax en tant que motoriste.
- Ricardo Rodríguez devient, à la fin de ce Grand Prix, à 20 ans et 123 jours, le plus jeune pilote à marquer des points au championnat. Ce record tiendra 38 ans et sera battu par Jenson Button pour ses 20 ans et 67 jours au Grand Prix du Brésil 2000.